# Полянский, Виктор Владимирович
Полянский Виктор Владимирович — советский и российский учёный-правовед и общественный деятель, заведующий кафедрой государственного и административного права юридического института Самарского национального исследовательского университета имени академика С. П. Королёва, профессор. Автор множества публикаций по проблемам конституционного (государственного) и административного права, научных статей, учебников и учебных пособий. Сформировал новое научное направление по исследованию конституционных проблем гармонизации публичной власти.

## Биография
Родился 2 августа 1951 года в селе Атмис Нижнеломовского района Пензенской области. Сегодня является сторонником централизма в федеративных отношениях и обязательного голосования на выборах в Российской Федерации. В 1972 году был призван на срочную военную службу, которую прошёл в Приморском крае. В батальоне связи учебной дивизии в Хабаровске прошел полугодовой курс обучения на радиомастера. Во службы стал инструктором в политотделе. Участвовал в подготовке разнообразных мероприятий, например в организации дивизионных комсомольских конференций. 

### Юрист: научная и преподавательская деятельность
В 1978 году окончил Куйбышевский факультет Всесоюзного юридического заочного института (ВЮЗИ) по специальности «правоведение». В 1980 — аспирантуру ВЮЗИ (г. Москва) по специальности «Советское государственное право», защитив диссертацию на соискание учёной степени кандидата юридических наук по теме «Советское гражданство (политико-правовые проблемы)».

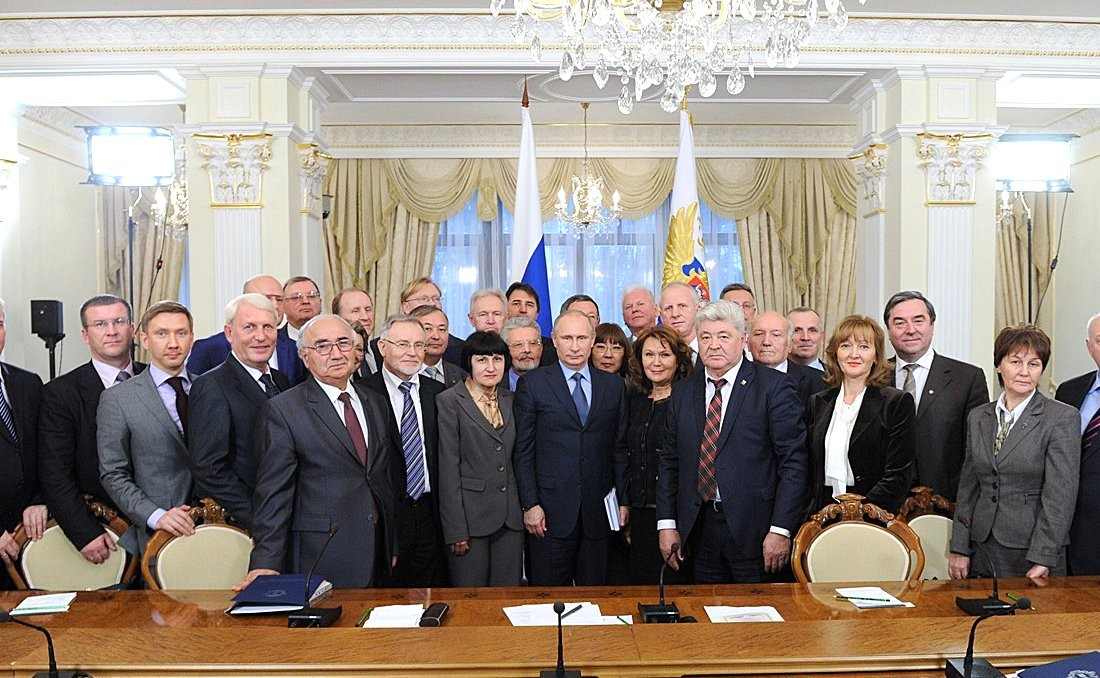
В. В. Полянский на встрече Президента Российской Федерации В. В. Путина с заведующими кафедрами конституционно-правовых дисциплин

Начиная с 1978 года осуществляет педагогическую деятельность на различных должностях во Всесоюзном юридическом заочном институте, Куйбышевском государственном университете и Самарском государственном университете, а затем в Самарском национальном исследовательском университете имени академика С. П. Королева. С 2000 года — заведующий кафедрой государственного и административного права Самарского университета.
C 2006 года под руководством В. В. Полянского в Самаре регулярно проводятся научные конференции международного уровня, посвященные проблемам публичного права.
В настоящее время В. В. Полянский преподаёт учебные курсы «Конституционное право Российской Федерации», «Конституционное (государственное) право зарубежных стран», «Муниципальное право»,«Административное право Российской Федерации», спецкурсы «Основы правового положения личности», «Теоретические основы конституции», «Право Европейского Союза», является руководителем научного студенческого кружка по «Конституционному (государственному) праву зарубежных стран».
Член редакционной коллегии журнала «Юридический вестник Самарского университета»
Входил в состав Научно-экспертного совета при Центральной избирательной комиссии Российской Федерации.
В качестве эксперта-консультанта участвовал в подготовке проектов правовых актов Самарской области — Устава Самарской области, Законов Самарской области «О выборах Губернатора Самарской области», «Об отзыве Губернатора Самарской области», «О Самарской Губернской Думе», «О статусе депутата Самарской Губернской Думы», «О местном самоуправлении в Самарской области», «Об основах бюджетного устройства и бюджетного процесса», уставов муниципальных образований Самарской области.
В. В. Полянский является членом экспертно-консультативного совета при Комитете Совета Федерации Федерального Собрания Российской Федерации по правовым и судебным вопросам, членом постоянно действующей законотворческой группы Самарской Губернской Думы и Губернатора Самарской области, членом общественной комиссии Самарской Губернской Думы по изучения практики применения выборного законодательства, рабочей группы по совершенствованию законодательства о местном самоуправлении.
В 2020 году был назначен членом Экзаменационной комиссии Самарской области по приему квалификационного экзамена на должность судьи.

### Общественная и политическая деятельность
С момента учреждения Общественной палаты Самарской области он трижды назначался её членом по инициативе Губернатора Самарской области.
Входит в состав совета Общественной палаты Самарской области пятого созыва, возглавляет комиссию по вопросам законности, правам человека, взаимодействию с судебными и силовыми органами  и ОНК.
С августа 2010 года В. В. Полянский возглавляет Общественный комитет «За честные выборы», объединяющий юристов, специализирующихся на проблемах совершенствования избирательного законодательства и электоральной правоприменительной практики. Общественный комитет осуществляет мониторинг избирательных кампаний на территории Самарской области, даёт правовую оценку деятельности их участников.
Сопредседатель Общественного штаба независимого наблюдения за выборами депутатов Государственной Думы Федерального Собрания Российской Федерации в Самарской области.

### Вклад в науку конституционного права
В. В. Полянским впервые в науке российского конституционного права сформировано научное направление по исследованию конституционных проблем гармонизации публичной власти. Определены методы и принципы конституционно обоснованного сочетания публичных и частных интересов при осуществлении государственной власти и местного самоуправления. Предложены меры, направленные на совершенствование отношений гражданства, участия граждан в управлении делами государства, федеративных отношений, местного самоуправления и других институтов государственного (конституционного) права.

## Избранная библиография
Автор более 170 научных трудов, 32 методических пособий, в том числе 4 монографий по проблемам публичного права.
Основные научные работы:
- Полянский В. В. Принципы советского гражданства // Советское государство и право. М.: Наука, 1980. № 5. С. 123.
- Полянский В. В. Советское гражданство. Учебное пособие к спецкурсу: для студентов государственно-правовой специализации / Куйбышев, 1985.
- Полянский В. В. Естественные монополии и государство // Государство и право. 2001. № 12.
- Галлиган Д., Полянский В. В., Старилов Ю. Н. Административное право. История развития и основные современные концепции. М.: Юристъ, 2002.
- Полянский В. В. Конституционные пределы модернизации публичной власти в Российской Федерации // Вестник Самарского государственного университета. 2006. № 10-3 (50). С. 157—163[13].
- Полянский В. В. Государственное право России: учебное пособие по направлению и специальности «Юриспруденция» / И. Т. Беспалый, В. В. Полянский ; Федеральное агентство по образованию, Гос. образовательное учреждение высш. проф. образования «Самарский гос. ун-т». Самара, 2009. (3-е изд., перераб. и доп.)[14].
- Полянский В. В. Современный политический процесс и выборы: проблемы гармонизации публичных и частных интересов // Вестник Самарского государственного университета. 2014. № 11-1 (122). С. 142—154.
- Полянский В. В., Волков В. Э. Гармонизация публичной власти — цель реформы местного самоуправления // Lex russica (Русский закон). 2014. Т. 96. № 7. С. 772—782.
- Полянский В. В. Методы и принципы гармонизации публичной власти // Lex russica (Русский закон). 2015. Т. 107. № 10. С. 32-45.
- Полянский В. В. Легитимность и легальность публичной власти в конституционных параметрах // Юридический вестник Самарского университета. 2018. Т. 4. № 4. С. 7-12[15].

## Награды
- Почетный знак «Почетный работник высшего образования Российской Федерации».
- Почетное звание Самарской области «Заслуженный юрист Самарской области».
- Почетное звание Республики Ингушетия «Заслуженный юрист Республики Ингушетия».
- Знак отличия Главы городского округа Сызрань "За заслуги перед городом" II степени.
- Лауреат премии "Юрист года в Самарской области" в номинации «За выдающийся вклад в развитие науки и формирование правовой среды».[16]

За реализацию мероприятий по правовому обучению избирателей, профессиональной подготовке членов комиссий и других организаторов выборов, референдумов награждён медалью Центральной избирательной комиссии Российской Федерации «За содействие в организации выборов».
За участие в подготовке и проведении выборов депутатов Государственной Думы Федерального Собрания Российской Федерации VIII созыва в качестве Сопредседателя Общественного штаба по контролю за выборами в Самарской области награжден Благодарственным письмом Президента Российской Федерации.

## Мнения
Борис Сафарович Эбзеев, член Центральной избирательной комиссии Российской Федерации, заслуженный деятель науки Российской Федерации, заслуженный юрист Российской Федерации, доктор юридических наук, профессор: 
«Виктора Владимировича Полянского я знаю много лет. В нем сочетаются таланты ученого, преподавателя, общественного деятеля. Мои коллеги по Центральной избирательной комиссии высоко ценят его профессионализм, работоспособность, интеллигентность. Им сформировано научное направление по исследованию конституционных проблем гармонизации публичной власти. В начале 2000-х годов он был членом Общественного совета комиссии правительства России по реформированию электроэнергетики. В 2020 году как эксперт в сфере публичного права он вел активную научно-просветительскую работу по поддержке поправок к Конституции в ходе всероссийского голосования. Его участие в политических процессах и в выборах на самых разных уровнях придает политической жизни в нашей стране еще большую открытость и демократизм.»